# 古里亚共和国
古里亚共和国是1902到1906年俄罗斯帝国格鲁吉亚古里亞州（当时叫奥祖尔盖蒂县）短暂存在的共和制政權，俄羅斯帝國視其為叛亂。政权源自1902年反抗土地放牧权运动，过去几十年当地农民面临的税收、土地所有权、经济问题促使起义爆发。叛乱在喬治亞社會民主黨推动下壮大，但党派内部对支持农民运动仍有保留，1905年俄国革命令事态愈演愈烈。
古里亚共和国宣布独立后无视俄罗斯帝国权威，自行建立政府体系，召开村民大会探讨议题。共和国建立独特司法制度，审判参与者投票判决。政权脱离帝国统治但不反俄，愿意留在俄罗斯帝国。
1905年俄国革命导致国内包括格鲁吉亚在内的各地烽烟四起，帝国当局派兵平乱，古里亚也在镇压行列。农民经过组织击退少量哥萨克人，但帝国当局又派来绝对优势兵力，在1906年重夺地区控制权。共和国领导人遭处决、入狱、流放，还有些在1918至1921年的喬治亞民主共和國发挥重要作用。古里亚共和国证明农民也能组织起来投身社会主义运动，引起马克思主义领导人注意。

## 背景

### 俄罗斯帝国治下的古里亚
古里亞是西格鲁吉亚历史区，19世纪初纳入俄罗斯帝国：古里亞公國1810年划为保护国，此后保持自治直到1829年正式合并。1840年古里亚地区重组成二级行政区（相当于县）并以当地大城市奧祖爾蓋蒂更名奥祖尔盖蒂县，1846年划入庫塔伊西省。古里亚长期属于边境地带，俄土战争爆发、俄罗斯1878年兼并阿扎尔前都和奥斯曼帝国接壤，民间尚武之风盛行，许多居民持有武器，当地常有盗匪出没。
俄罗斯帝国仅在1897年举行人口普查，古里亚人口接近十万，庫塔伊西省在高加索地区人口密度仅次于埃里溫省。这表明古里亚人口增长迅速，1913年已比1897年增多三成五。古里亚大部分人口住在乡村，最大城市奥祖尔盖蒂有4694人，还有另外26个村庄。当地几乎没有工厂，仅有个别小型酿酒厂，大部分人口务农为生。古里亚与格鲁尼亚、特别是首府梯弗里斯（今第比利斯）不同，当地种族基本系出同源，大部分人口是格鲁吉亚人。
古里亚是教育程度比较高的贫农地区，估计1905年当地63所学校共有2833名学生。单奥祖尔盖蒂就有四所学校共681名学生，其中女校一所。地方識字率普遍很高，奥祖尔盖蒂县平均每20人就有一名学生，比例在格鲁吉亚居首，当地以教育覆盖率、识字率高闻名，但缺乏进一步发展机遇令农村知識階層深为不满。
1872年外高加索铁路的建设对古里亚影响很大，梯弗里斯连接港口城市巴统和波季，旅客可轻松穿过格鲁吉亚，从奥祖尔盖蒂只需40分钟就能到巴统。许多古里亚人单靠土里刨食不足以生存，他们按季节四处流动，前往巴统、波季，以及格鲁吉亚其他发展地区打工。1900年巴统已是南高加索第三大工业中心，城内1.2万工人大部分来自古里亚。
社会主义思潮对古里亚影响也很大。在古里亚共和国相当活跃的布尔什维克格里戈里·阿列克辛斯基指出，古里亚仿佛“孟什维克的桥头堡”。孟什维克在喬治亞社會民主黨占主导地位，许多派系领导人来自古里亚，1907年俄国社会民主工党第五次代表大会的格鲁吉亚代表近三成是古里亚人。格鲁吉亚布尔什维克领导人、俄国社会民主工党其他主要派系均不乏古里亚人，古里亚当地支持孟什维克的占绝对多数。前往巴统和波季的许多劳工接触社会主义理念，参与俄国社会民主工党领导的罢工等劳工活动，回到古里亚后，他们又向农民传播社会主义思想。1902年巴统的罢工破裂后，约五六百工人被迫离开，许多人前往古里亚。

### 土地问题
古里亚是经济欠发达的贫困地区，人口增长和农奴解放导致局势恶化。奴隶名义上摆脱农奴地位，但经济义务不变，格鲁吉亚许多农民“暂时”仍对昔日主人负有义务，生活没有真正改善。
古里亚平均每户农民的土地不超过1.6公顷，其中还有一半靠租。欧洲的俄国人每户有16到17公顷土地，库塔伊西省当局估计贫困家庭维持生存至少需要4.37公顷，政府官员估计古里亚七成家庭拥有的土地无法满足生存所需。除耕种自有土地外，农民从权贵那里租凭土地或为地主打工，但仍然不足以生存。租地的农民约占六成，租金从收成的六分之一到一半不等。19世纪80年代至1900年，古里亚的土地租金平均涨幅在南高加索居首。
格鲁吉亚贵族比例很高，令情况更加复杂，地主占俄罗斯帝国人口1.4%，但在格鲁吉亚达5.6%。大地主必须提供土地租赁，但名下土地不超过12.29公顷的地主不受限制，这意味着约八成地主豁免，出租的土地总量极其有限。贵族不愿出售土地，进一步加剧紧张局势。
古里亚高度依赖玉米充当经济作物，令问题更加严重。丝绸、葡萄酒等知名商品都是庫塔伊西省重要收入来源，但地位不能同玉米相比。19世纪80年代的俄罗斯玉米有四分之一产自庫塔伊西省，1901年该省玉米产量已占南高加索九成。1891年俄罗斯其他地区欠收严重导致粮食短缺，出口受严格限制，直到1895年才恢复。美国种植的谷物此时已为俄国民众接受，玉米价格一落千丈。1902至1903年古里亚农业欠收，进一步刺激农民情绪。

## 历史

### 组建共和国
历史学家斯蒂芬·琼斯认为，古里亚共和国1902年5月成立。当地村庄的农民和贵族就放牧权发生争端，农民召开大会后决定不再耕作该贵族土地并停止缴租。经俄国社会民主工党人士格里戈尔·乌拉塔泽组织，约700位农民在昔日巴统工人带领下会面。乌拉塔泽希望党派支持抵制，但俄国社会民主工党以会议包含朝偶然宣誓等公开宗教元素为由拒绝。该党认为社会民主应由工人阶段领导，不愿协助农民运动。当时在巴统活动的格鲁吉亚孟什维克派系成员尼古拉·齐赫泽表示：“我们的旗帜下不能有农民运动”。不过，古里亚孟什维克派系成员诺伊·佐达尼亚与斯里毕斯特洛·吉布拉泽同意协助。农民提出的要求包括免费放牧、减租、不再供养神职人员。
运动如野火燎原，会议频繁召开，1903年春已有半数地区卷入，次年25个乡村社区（相当于市政府）有20个参与抵制地主。1904年1月，抵制蔓延到政府机构和教会，运动主张升级成夺取土地。
当局接连逮捕三百余人，佐达尼亚与孟什维克领导人诺伊·霍梅里基等人流放西伯利亚，对民众运动火上浇油。农民打算采用恐怖手段和暴力支持运动，但如此行为对革命者不利，故未加推动。格鲁吉亚社会民主党是俄国社会民主工党分支，在1903年5月大会上支持古里亚共和国。党派为“农业工人”另设委员会，专门关注古里亚，尝试调和马克思主义与农民运动。沙皇手下官员留在古里亚但遭到抵制，1905年在当地旅游的意大利人路易吉·维拉里表示：“古里亚人不考虑向政府官员提任何要求”。

## 组织架构

### 政府体制
根据解放农奴制订的法律，古里亚共和国政府以村为基础。村民会议拥有最高权力并充当法院，起初很少召开，但1905年基本每周都有。会议类似论坛，主题多种多样，如禁止红白喜事过分铺张、设置学校课程。会议逐渐朝政治化方向发展，每次可能持续数小时乃至数天。古里亚语言学家尼古拉·马尔指出，村民积极投身会议，但还是城里的工人真正把握大局。
村内组建生产队，每个村平均90户人家分成十个生产队。每队选出“十夫长”（ათისთავი）一人，十夫长圈子再选出“百夫长”（ასისთავი）一名。每个村还需推举农村社会代表，这些代表再自行挑选区域代表。所有人都应捐款或劳动，结果正如维拉里所说：“贵族、牧师、农民、店主都在轮流干活，充满男子气概”。
区域代表直接与古里亚社会民主委员会联系，该组织是社会民主党建立的平行政府机构。古里亚分成五个区，每个均由委员会委员领导，但最高权力仍属村民会议。村民会议组建委员会确定租金、对没收土地主张放牧权。贝尼亚·契克维什维利主导古里亚社会民主委员会运作，人称“古里亚总统”或“古里亚国王”。据琼斯记载，“所有会议都没有民族主义迹象或反俄氛围”，在当地人看来，没有俄罗斯保护，相邻的奥斯曼帝国随时可能悍然入侵。
两种政府结构平行可能导致两大权力集团关系紧张：社会民主党希望集中精力搞阶级斗争，农民对不能入党深感愤怒。俄国社会民主工党也有重大立场分歧，导致党派在1903年8月第二次代表大会分裂成布尔什维克与孟什维克：布尔什维克希望党派更纯粹，孟什维克愿意接纳各类成员加入，包括布尔什维克认为没有做好阶级斗争准备的农民。派系分歧还令格鲁吉亚社会民主党分裂，但古里亚共和国基本不受影响，布尔什维克与孟什维克不时获邀参加地方辩论。
古里亚共和国理念1903年开始向外缓慢传播，1904年8月已在相邻的伊梅雷蒂形成主导，该州1905年结束前已有六百个生产队，薩梅格列羅也有类似运动。1904年结束前，古里亚开始对购买武器征收两卢布税，沙皇当局担心这会导致农民武装起义。共和国组织“红色支队”，古里亚人几乎全民皆兵，但还不属严格意义上能够抵御侵略的军事力量。同时代文献表明古里亚全境最多有两千支步枪，但有故障的不少而且弹药短缺。

### 司法

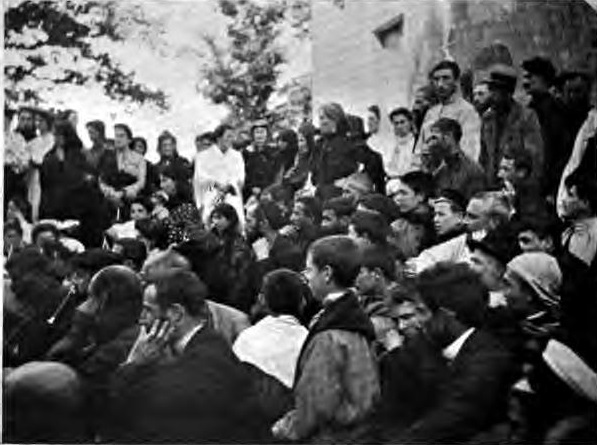
1905年奧祖爾蓋蒂人民法庭

“人民法庭”是古里亚共和国司法体制的根本。正如维拉里所言，“格鲁吉亚境内俄国法院的腐败与低效沦为民间笑柄，人民深恶痛绝并持续要求改革，但收效甚微。”运动开始后地方马上自组司法机构，绕过俄国法院。新地方法院容易发生重大失误，许多人去法院纯为消遣或挟私怨报复。案件经投票裁决，女人可以参与。
死刑保留但从未执行，抵制便是对个人最严重的惩罚。据称如此惩罚非常可怕，同代记载声称“大家都怕抵制”，这代表“逐出社会生活、与邻里隔离、受人民敌视”。法院更加极端的判决是把人赶出所在城镇或村庄。古里亚共和国还有其他刑罚，据维拉里所述，某案两农民通奸罪名成立，法院判决他们光着身子骑驴在城里招摇过市，大声宣示罪行，发誓痛改前非、重新做人。沙皇警察基本无能为力，无法逮捕任何人。
维拉里曾目睹约两百人参与的法庭审判，商人被告在通奸罪名成立面临抵制后上诉。现场人员听取他的陈述后有些支持，有些反对，最后以多数支持动议撤销抵制。

### 1905年革命
1905年1月9日，圣彼得堡的军人向示威群众开火，史称“血腥星期日”，是引发1905年俄国革命的重要原因。俄罗斯帝国各地爆发抗议反对沙皇统治，帝国在日俄战争节节败退更是雪上加霜，古里亚局势大幅转向暴力。恐怖主义行径屡见不鲜，并以警察局和保持土地记录的地方行政办事处縱火案最普遍。1905年初古里亚还有八名警察，结果一人死于谋杀，一人受伤，两人逃离，四人辞职。
高加索代总督雅科夫·马拉马通知圣彼得堡当局：“奥祖尔盖蒂区及周边地区局势已呈叛乱迹象”，要求政府派兵。他收到回复前就下令马克苏德·阿利哈诺夫从梯弗里斯西进处理局势，并授予全面军事权力。阿利哈诺夫以残酷闻名，同年二月就宣布古里亚戒严，十天后当上库塔伊斯省总督。但他向西出发前，马拉马就接受格鲁吉亚要人请愿取消军事干预，以外交手段解决古里亚问题。

### 沙皇出兵

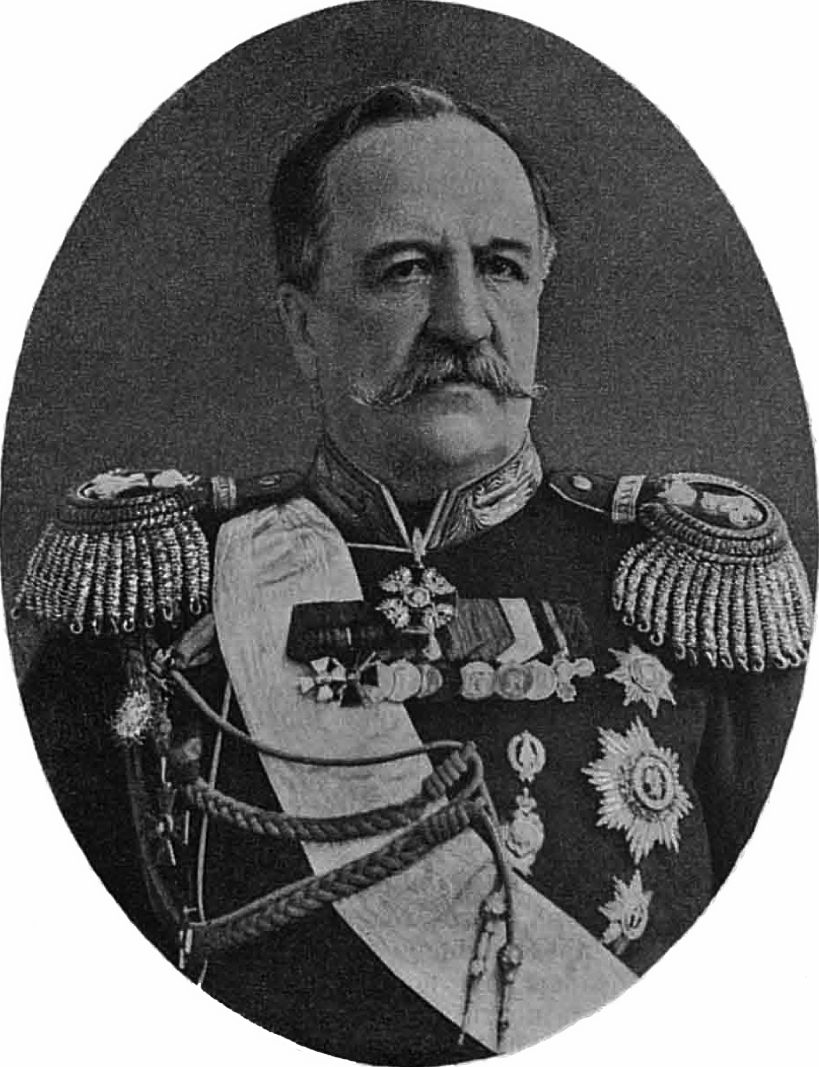
立场趋于温和的伊里安·沃龙佐夫-达什科夫1905年2月受命执掌高加索總督區，负责解决古里亚共和国问题

伊里安·沃龙佐夫-达什科夫1905年2月底受命执掌高加索總督區，有绝对权力结束叛乱，特别是古里亚共和国问题。19世纪80年代帝国政府为集中控制高加索曾削减总督权力，沃龙佐夫-达什科夫立场趋于温和，不像阿利哈诺夫那么急于动武。他派苏丹·克里姆-吉雷独自前往古里亚听取地方诉求。克里姆-吉雷在当地停留数周并参加会议，他向古里亚人承诺，总督愿意给予大量优惠条件、同意合理要求；但靠近首府梯弗里斯的地点爆发叛乱，他不到两周就被召回。
克里姆-吉雷认可古里亚共和国的主要诉求，特别是政治和经济主张，而且很清楚当地无意脱离俄罗斯帝国；正如历史学家大卫·马歇尔·朗所言，古里亚人“不过想要落实殖民地位，享有俄罗斯帝国公民的同等权利与特权”。克里姆-吉雷后来宣称古里亚人的要求太极端，根本没法认真考虑，《法國憲法》都不足以满足。他向沃龙佐夫-达什科夫提出四项建议：由民选人员代替委任长者；修复图书馆；准许行政机构流放的人士返回；撤走古里亚驻军。前两项后来落实。
沃龙佐夫-达什科夫五月任命弗拉基米尔·斯塔罗斯基出任库塔伊斯省总督，要求他设计土地改革政策。斯塔罗斯基是农学家，曾在格鲁吉亚协助制止葡萄根瘤蚜蔓延，是格鲁吉亚知识分子人所共知的自由派。他有条件接受任命，要求终止戒严，政府官员不得再有任意逮捕等行径，两项要求都在他上任十天内达成。他参加古里亚共和国会议，据称还释放囚犯，动用古里亚社会民主委员会控制的铁路。乌拉塔泽事后表示，斯塔罗斯基不是平常人，是“知识分子中真正的虚无主义者，与其说是管理者，不如说是理想主义者”。

### 共和国终结
1905年俄罗斯帝国叛乱四起，而且始终没有平息迹象，当局八月出兵东格鲁吉亚恢复秩序。大量人员丧生加剧格鲁吉亚各地紧张局势，古里亚人全副武装并切断所有外界交通。沙皇尼古拉二世颁布《十月詔書》缓和局势，为后来保障言论自由、集会自由、建立民选立法机构帝國杜馬的《俄羅斯帝國基本法》热身。高加索地区官员认为诏书说明帝国承诺支持自由政策，证实武力重整古里亚只会令帝国狼烟四起、摇摇欲坠。斯塔罗斯基前往古里亚同共和国领导人谈判结束叛乱的条件，经过商议，古里亚共和国决定在沙皇诏书妥善落实后终结抵制，不再让步提前。
《十月诏书》缓和局势，但不足以平息古里亚农民与政府的冲突。沃龙佐夫-达什科夫再度诉诸武力，派百名哥萨克人进入古里亚。10月20日，拿起武装且至少十倍于政府军的古里亚人在纳萨基拉里击退来犯之敌，14名哥萨克人被杀。斯塔罗斯基与梯弗里斯知识阶层劝阻总督再度出兵，总督希望恢复谈判。

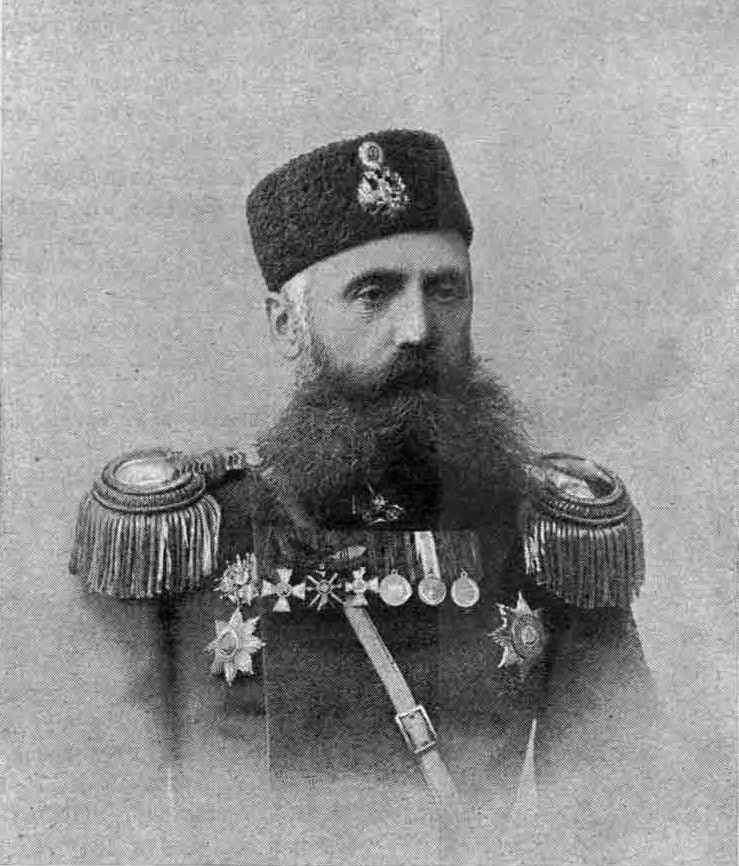
马克苏德·阿利哈诺夫1906年率军终结古里亚共和国，通过镇压在短短几周内恢复政府秩序

11月下旬到12月上旬，沙皇部队陆续恢复控制圣彼得堡和莫斯科。日俄战争结束令尼古拉二世更有信心用武力镇压起义，特别是在承诺改革缺乏实效的情况下。梯弗里斯12月爆发大罢工，庫塔伊西的铁路和电话线落入叛乱分子之手。沃龙佐夫-达什科夫当月任命马拉马任梯弗里斯军事总督，但马上又改为任命阿利哈诺夫，授权他以一切必要手段恢复该市秩序。古里亚人东进并阻断苏拉姆山道，唯一连接格鲁吉亚东西部的铁路中断，准备应对军事侵略。火车只能在当地人首肯下通过，此举有效切断西格鲁吉亚与俄罗斯帝国其他地区的联系。
帝国境内起义平定，当局12月下旬下令以军事手段破局，逮捕所有革命分子。1906年初，沙皇免去斯塔罗斯基的总督职务，阿利哈诺夫继任。后者马上以未解决危机为由逮捕斯塔罗斯基押往梯弗里斯，开始严厉的反攻倒算，准备恢复秩序。古里亚人站在苏拉姆山道阻挡未果，阿利哈诺夫一月中旬抵达库塔伊斯。他宣布会以武力恢复秩序，有必要时不惜杀人。为恢复政府全面控制，二月中旬抵达古里亚的已有正规军20个营、哥萨克中队一支、火炮26门。当地居民被迫公开宣誓效忠沙皇，拒绝者要么枪毙，要么流放西伯利亚。
古里亚共和国三月中旬已经瓦解，古里亚再次融入帝国。如此结局成本不菲，成百上千的建筑被毁，约三百人流放西伯利亚，死亡人数至今不明。社会民主党报纸三月发文指出，奥祖尔盖蒂不复存在，许多村庄的房屋烧成白地。军事占领持续数月而且一直没有松懈，1909年库塔伊斯代表叶甫盖尼·盖盖奇科里在杜马讲话时指出，军队占领古里亚的八个月共罚款约八万卢布，381套房屋与400间店铺焚毁。1906年8月成立的军事法庭判处73人死刑、62人苦役、4人流放。

## 余波
1907年古里亚还偶有抗议活动，但共和国已经消逝在历史长河。运动组织者知道理念有望成功，劳工组织者埃里克·李指出，事实证明古里亚共和国是“革命自治”大型实验的预兆，他所说的“大型实验”指1918年成立的喬治亞民主共和國，许多领导人（社会民主党人）曾投身古里亚共和国。
人民没有忘记沃龙佐夫-达什科夫与阿利哈诺夫的武力镇压，两人后来反复遇刺。沃龙佐夫-达什科夫多次受伤但每次都幸存下来，他一直在高加索推动宽容政策希望安抚民众。1916年沙皇的侄儿尼古拉大公任命他带兵投身第一次世界大战高加索战役。1907年7月亚美尼亚人在久姆里刺杀阿利哈诺夫，契克维什维利逃离古里亚后依然被捕，1908年在敖德薩被判四年有期徒刑。

## 影响

古里亚在如今格鲁吉亚境内位置

琼斯认为，古里亚共和国是俄罗斯帝国“最有效率、最有组织的农民运动”。古里亚无论地理位置还是政治地位都很边缘化，帝国当局没有马上行动，共和国得以维系数年。琼斯还指出，当地社会、经济、民族结构单一，是格鲁尼亚唯一以农民为主的格鲁吉亚民族地区，这些都是共和国顺利运作的重要原因。
社会主义思想，特别是格鲁吉亚当地知识阶层的社会民主观念对共和国影响很大。琼斯认为是次运动不是靠马克思理念的力量成功，大部分参与者要么是“朝偶像宣誓的宗教信徒”，要么是只想拥有土地的农民。埃里克·李的看法相反，认为古里亚共和国是“马克思主义理论与实践”的重要试验，“甚至可能比巴黎公社还重要”。
埃里克·李指出，1918年成立的格鲁吉亚民主共和国有许多领导人来自古里亚，曾投身古里亚共和国运动。格鲁吉亚孟什维克阿卡基·钦克利曾任格鲁吉亚民主共和国外交部长，他在1908年表示，“古里亚运动是格鲁吉亚社会民主独立自主发展道路上最重要的阶段……迫使社会民主关注农民”。格鲁吉亚社会民主党由此意识到动员农民加入运动非常重要，党派领导人不再忽视农民的作用。马克思主义者此前仅注重工人阶级，事业举步维艰，转入农村社会后海阔天空，俄罗斯帝国大部分地区都是他们一展身手的舞台。埃里克·李还指出，布尔什维克和孟什维克没有全面接纳古里亚共和国的理念和经验，但解决问题的思路无疑豁然开朗，并在1918年成立的格鲁吉亚民主共和国充分利用。

## 脚注
1. 1 2  Mchedishvili 2012.
2. ↑  Shanin 1997，第180頁.
3. ↑  Lang 1957，第57頁.
4. 1 2  Jones 2005，第133頁.
5. ↑  Jones 2005，第140頁.
6. 1 2 3  Jones 2005，第134頁.
7. ↑  Jones 1989，第408頁.
8. 1 2  Jones 1989，第415頁.
9. ↑  Jones 2005，第139頁.
10. ↑  Villari 1906，第84頁.
11. ↑  Jones 2005，第138頁.
12. 1 2  Suny 1994，第166頁.
13. ↑  Jones 1989，第411頁.
14. ↑  Pate 2005，第260頁.
15. 1 2  Jones 2005，第132頁.
16. 1 2  Lee 2017，第10頁.
17. ↑  Pate 2005，第263頁.
18. ↑  Jones 2005，第133–134頁.
19. 1 2  Suny 1994，第147頁.
20. ↑  Jones 1989，第407–408頁.
21. ↑  Suny 1994，第149頁.
22. ↑  Jones 2005，第137頁.
23. ↑  Jones 1989，第410–411頁.
24. ↑  Jones 1989，第407頁.
25. ↑  Suny 1994，第148頁.
26. ↑  Jones 1989，第409頁.
27. ↑  Jones 2005，第135頁.
28. ↑  Suny 1994，第150頁.
29. 1 2  Jones 1989，第416頁.
30. ↑  Jones 2005，第141頁.
31. 1 2 3  Jones 1989，第417頁.
32. 1 2  Jones 2005，第142頁.
33. ↑  Lee 2017，第11頁.
34. 1 2  Jones 2005，第146–147頁.
35. ↑  Jones 1989，第421–422頁.
36. ↑  Lee 2017，第12頁.
37. 1 2 3 4  Jones 1989，第418頁.
38. ↑  Villari 1906，第92頁.
39. ↑  Jones 2005，第146頁.
40. 1 2 3 4  Jones 2005，第147頁.
41. ↑  Lee 2017，第19–20頁.
42. 1 2 3  Jones 1989，第423頁.
43. ↑  Villari 1906，第92–93頁.
44. ↑  Lee 2017，第14頁.
45. ↑  Jones 2005，第149頁.
46. 1 2 3  Jones 1989，第427頁.
47. ↑  Lee 2017，第14–15頁.
48. ↑  Jones 1989，第420頁.
49. ↑  Jones 2005，第148頁.
50. ↑  Jones 1989，第421頁.
51. 1 2  Lang 1962，第151頁.
52. ↑  Lee 2017，第21頁.
53. 1 2  Lee 2017，第17頁.
54. ↑  Villari 1906，第93頁.
55. ↑  Villari 1906，第96頁.
56. ↑  Villari 1906，第94–97頁.
57. ↑  Jones 2005，第xii頁.
58. ↑  Lee 2017，第16頁.
59. 1 2 3  Suny 1994，第167頁.
60. ↑  Jones 1989，第424頁.
61. ↑  Lang 1962，第152頁.
62. 1 2  Rayfield 2012，第312頁.
63. 1 2  Jones 1989，第425頁.
64. ↑  Rayfield 2012，第306–307頁.
65. ↑  Jones 2005，第150頁.
66. ↑  Jones 1989，第426–427頁.
67. ↑  Lang 1962，第153頁.
68. ↑  Lee 2017，第25頁.
69. ↑  Uratadze 1968，第116頁.
70. 1 2  Jones 2005，第154頁.
71. ↑  Suny 1994，第168頁.
72. ↑  Zhghenti 1936，第154頁.
73. ↑  Suny 1994，第169頁.
74. ↑  Jones 1989，第428–429頁.
75. ↑  Zhghenti 1936，第156頁.
76. 1 2  Jones 1989，第428頁.
77. ↑  Suny 1994，第169–170頁.
78. 1 2  Rayfield 2012，第313頁.
79. 1 2 3  Jones 1989，第429頁.
80. ↑  Suny 1994，第170頁.
81. 1 2 3  Jones 1989，第430頁.
82. ↑  Rayfield 2012，第313–314頁.
83. ↑  Jones 2005，第155頁.
84. ↑  Rayfield 2012，第314頁.
85. ↑  Lee 2017，第27–28頁.
86. ↑  Rayfield 2012，第314–316頁.
87. ↑  Rayfield 2012，第317–321頁.
88. ↑  Suny 1994，第189頁.
89. ↑  Rayfield 2012，第316頁.
90. ↑  Jones 2005，第131頁.
91. ↑  Jones 2005，第156–157頁.
92. ↑  Jones 1989，第432頁.
93. ↑  Jones 2005，第156頁.
94. 1 2  Lee 2017，第9頁.
95. ↑  Jones 1989，第405頁.
96. ↑  Jones 1989，第433頁.
97. ↑  Lee 2017，第29–30頁.